# Llukalkan
Llukalkan ist eine Gattung der Carnotaurinae aus der Familie der Abelisauridae. Fossilien der Gattung stammen aus dem Santonium der Oberkreide und wurden in Argentinien gefunden. Die einzige beschriebene Art der Gattung ist Llukalkan aliocranianius.  

## Beschreibung
Llukalkan war ein mittelgroßer Vertreter der Abelisauridae, der eine Länge von etwa 5 Metern erreichen konnte. Der Schädel von Llukalkan war kurz und bestand aus rauen Knochen. Vermutlich hatte Llukalkan zu Lebzeiten Ausbuchtungen und Vorsprünge auf seinem Kopf, ähnlich wie die rezente Gila-Krustenechse. Seine Zähne waren wie die aller Vertreter der Abelisauridae scharf. Auch die Klauen an seinen Hinterbeinen waren sehr scharf. Er ähnelte stark dem mit ihm nah verwandten Gattung Viavenator. Allerdings lässt sich Llukalkan von dieser in einigen Eigenschaften abgrenzen: So hatte Llukalkan einen kleinen, mit Luft gefüllten Sinus in der Mittelohrzone. Außerdem hat Llukalkan einen Recessus tympanicus caudalis, ein Merkmal, über welches kein anderer Abelisauridae verfügte. Somit handelt es sich dabei um eine Autapomorphie dieser Gattung.

## Paläobiologie
Aus diversen Schädelmerkmalen lässt sich schließen, dass Llukalkan wahrscheinlich besser hören konnte als andere Vertreter der Abelisauridae und dass sein Gehör etwa so gut war wie das moderner Krokodile. Auch sein Geruchssinn scheint stark ausgeprägt gewesen zu sein. Des Weiteren hatte Llukalkan eine sehr hohe Bisskraft. Wahrscheinlich riss Llukalkan demnach Fleischstücke aus seiner Beute, um diese zu töten. Möglicherweise erstach Llukalkan mit den großen Klauen seiner Hinterbeine Beute. Dank seiner langen Hinterbeine war Llukalkan vermutlich ein schneller Läufer.

## Entdeckungsgeschichte
Die ersten Fossilien der Gattung wurden nur 700 Meter entfernt von den Überresten der verwandten Gattung Viavenator in der Bajo de La Carpa Formation in Argentinien gefunden. Dies könnte bedeuten, dass die Diversität der Vertreter der Abelisauridae während der Oberkreide in Argentinien höher war als bisher angenommen.

## Systematik
Gianechini et al. ordneten Llukalkan als Vertreter der Furileusauria innerhalb der Unterfamilie der Carnotaurinae ein. Er gehört damit zu einer der beiden Unterfamilien, in die sich die Familie der Abelisauridae gliedert, wobei die Majungasaurinae die andere Unterfamilie darstellen. Er ist am nächsten mit den Gattungen Viavenator, Pycnonemosaurus und Quilmesaurus verwandt. Außerdem ist Llukalkan nah mit den Gattungen Aucasaurus und Abelisaurus, welche in die Gruppe der Abelisaurinae vereint werden, und mit Carnotaurus nahe verwandt.